# مضخة تغذية ماء للمرجل

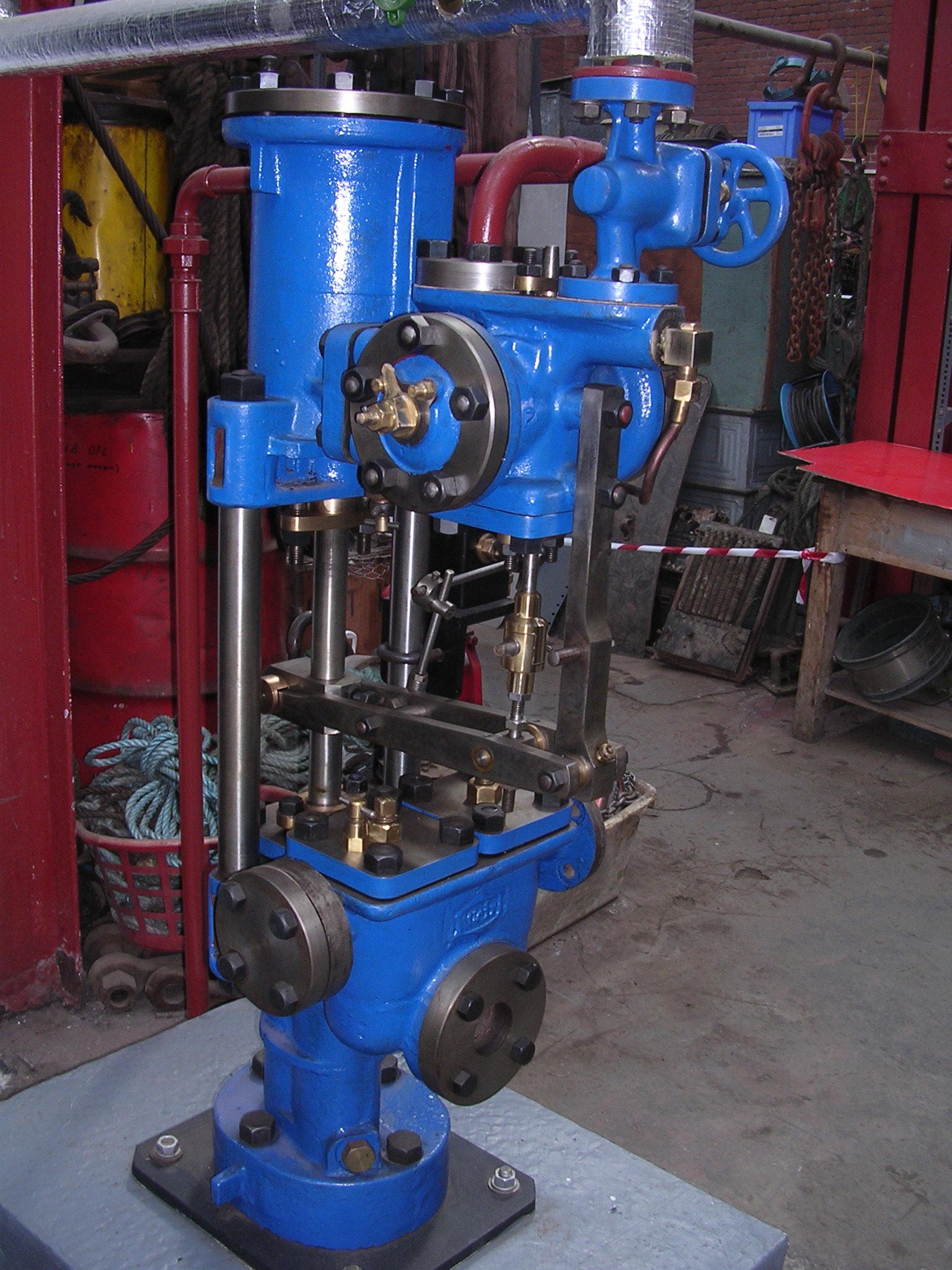
مضخة تغذية مياه المرجل.

مضخة تغذية مياه المرجل هي نوع من أنواع المضخات المستخدمة في ضخ ماء التغذية للمرجل. يمكن أن تستخدم لتغذية الماء المزودة حديثا  للمرجل أو إعادة البخار  المتكثف. هذه المضخات تكون تكون ذو ضغوط عالية والتي تقوم بسحب الماء المتكثف الخارج من المكثف. يمكن للمضخة أن تكون مضخة طرد مركزية أو مضخة موجبة الإزاحة.

## التركيب والتشغيل
يصل حجم المضخة إلى أحجام كبيرة وقدرات عالية وتعمل باستخدام محرك كهربائي منفصل عن المصخة. يجب أن يكون ضغط المضخة كبير بدرجة كافية كى يتغلب على ضغط المرجل. هذا يمكن الحصول عليه باستخدام مضخة طرد مركزية. هناك نوع آخر من المضخة والتي تحتوى على جهاز يمنع من وصول المضخة لضغط زائد عن الحاجة عندما يكون السريان صغير.

## المضخات التي تعمل بالبخار
القاطرة البخارية والمحركات البخارية المستخدمة على السفن والتطبيقات الثابتة مثل محطات الطاقة تتطلب مضخة لمياه التغذية. هذه المضخة تعمل عن طريق محرك بخارى يعمل بالبخار الناتج من المرجل. يتم إضافة بعض الماء إلى الغلاية في بداية التشغيل وذلك لإنتاج البخار المطلوب لتشغيل المحرك البخارى. المضخة المستعملة في مثل هذه المواقف تكون موجبة الإزاحة التي تحتوى على صمامات بخار واسطوانات عند إحدى الجهات وأسطوانة مياه التغذية عند الجهة الأخرى. 

### مضخة البخار المزدوجة
تحتوى على مجموعتين من أسطوانات البخار والماء. كلاهما ليس متصلين فيزيائياً ولكن المضخة الأولى تعمل عن طريق حركة عمود المكبس للثانية والعكس. تكون هذه المضخة ذاتية البدء. 